# 贾丽娜
贾丽娜，中国辽宁人民艺术剧院演员，20岁开始配音工作，配过很多的经典角色。首次配音作品为日本动画《魔神坛斗士》的山野纯。

## 配音作品

### 动漫
- 《魔神坛斗士》：山野纯（乔）
- 《一休传奇》：相田弥生
- 《天地无用：地球篇》——美星/卷皇鬼
- 《百变小樱》：小可
- 《小虎还乡》：燕燕
- 《小明和王猫》：小明
- 《美少女战士》：露娜/海野
- 《蜡笔小新》：吉永绿
- 《神龙斗士》：小渡
- 《龙珠》：克林/亚奇洛贝
- 《赛车手》：斯普瑞塔
- 《时间飞船》：旁白
- 《俏皮小花仙》：凯恩
- 《动物乐园》：香蕉女郎
- 《迷你宠物星》：猫咪
- 《樱花大战》：玛丽亚
- 《我是小甜甜》：日高守
- 《莫莫》：阿其/科多
- 《火影忍者》：漩涡鸣人[1]

### 电视
- 《遗失的世界》：维洛尼卡
- 《女保镖》： 凯伊
- 《小超人》: 克洛伊